# Little Women (film 1917)
Little Women è un film muto del 1917 diretto da Alexander Butler. È il primo adattamento cinematografico del romanzo Piccole donne della scrittrice statunitense Louisa May Alcott.
È considerato un film perduto.

## Produzione
Il film fu prodotto dalla G.B. Samuelson Productions.

## Distribuzione
Distribuito dalla Moss, il film uscì nelle sale cinematografiche britanniche nel luglio 1917.